# Eelerberg
De Eelerberg is een heuvel gelegen in de gemeente Hellendoorn in de Nederlandse provincie Overijssel. De top van de heuvel ligt op 40 meter hoogte ten noordwesten van Hellendoorn en ten oosten van Luttenberg. De heuvel is gelegen in het Nationaal Park Sallandse Heuvelrug. De Eelerberg is in beheer bij Staatsbosbeheer.
Na opheffing van de marke Hellendoorn aan het begin van de 19e eeuw kocht de Amsterdammer H. Meinesz van verschillende boeren de grondpercelen op de Eelerberg op. Meinesz liet er aanvankelijk een eenvoudige boerderij bouwen en begon de Eelerberg met bos te beplanten. Toen hij bemerkte dat de grond op de Eelerberg te schraal hiervoor was, liet hij in 1863 de Boksloot graven, die hij aansloot op het Overijssels Kanaal, zodat hij met kleine bootjes, bokken genaamd, mest kon aanvoeren. Meinesz' zoon Sjoerd Anne Vening Meinesz liet na de dood van Meinesz in 1864 een landhuis bouwen, waarna hij later de boerderij afbrak.
De Eelerberg vormde in de Tweede Wereldoorlog een lanceerplaats voor V2-raketten.